# Sława Przybylska
Sława Przybylska-Krzyżanowska (n. 2 noiembrie 1932, Międzyrzec Podlaski, Lublin, Polonia) este o cântăreață poloneză. 